# Heterococcus cicatricosus
Heterococcus cicatricosus är en insektsart som beskrevs av Danzig 1985. Heterococcus cicatricosus ingår i släktet Heterococcus och familjen ullsköldlöss. Inga underarter finns listade i Catalogue of Life.